# Klammern (Kartenspiel)
Klammern ist eine Kartenspielvariante des Kartenspiels Jass, das vor allem im alemannischen Raum verbreitet ist. Gespielt wird es somit überwiegend in der Schweiz, in Liechtenstein, in Vorarlberg (Österreich) sowie teilweise im Süden Deutschlands und im Elsass. Doch auch im nordwestlichen Bereich Deutschlands, vorwiegend in Nordrhein-Westfalen, findet das Spiel immer mehr Anhänger. In Hamburg ist das Spiel unter dem Namen Klapperjazz (oder Klapperjass) bekannt und wurde anfangs hauptsächlich von Schauerleuten um „'nen Heiermann“ gespielt. Dabei diente ein Würfel zum Zählen der Punkte.

## Regeln
Beim Klammern wird mit 4 Spielern und einem 32er Französischen Blatt teamweise gespielt. Die gegenübersitzenden Spieler bilden dabei jeweils eine Mannschaft. Ziel des Spiels ist es, so viele Punkte wie möglich zu erzielen. Es ist aber auch möglich, nur zu zweit oder zu dritt zu spielen; dabei spielt jeder für sich allein. Diese Varianten werden häufig im Berliner Raum praktiziert.

### Wertigkeiten
Die einzelnen Karten haben folgende Werte:
- 7, 8, 9: 0 Punkte
- Bube: 2 Punkte
- Dame: 3 Punkte
- König: 4 Punkte
- Zehn: 10 Punkte
- Ass: 11 Punkte

### Reihenfolge
Die Reihenfolge der Karten lautet:
- 7, 8, 9, Bube, Dame, König, 10, Ass.

In der Trumpffarbe ist die Reihenfolge verändert und lautet:
- 7, 8, Dame, König, 10, Ass, Mie (9) und Jappa (= Bube – In NRW und Hamburg auch Jass genannt).

Während des Spiels ist es Pflicht, die ausgespielte Farbe zu bedienen.
Wer nicht bedienen kann, muss stechen. Alle nachfolgenden Spieler müssen ihrerseits wiederum überstechen, sofern diese ebenfalls nicht bedienen können.
Können sie nicht überstechen, müssen diese Spieler mit einer Trumpfkarte darunter bleiben.
Wer weder bedienen, noch stechen oder überstechen kann, darf eine Karte einer anderen Farbe abwerfen. Taktisch sinnvoll ist es, dem Partner eine Karte mit hohem Wert zuzugeben, um am Ende eine höhere Gesamtpunktzahl zu erhalten.
Die Karten werden immer 3–2–3 verteilt. Die mittlere der letzten 3 Karten des Gebers wird aufgedeckt.
Die dann für alle Spieler zu sehende Karte bedeutet den Vorschlag einer Trumpffarbe.

### Trumpffarbe festlegen
Der Spieler, der zur linken des Gebers sitzt, kann die offen liegende Farbe spielen, indem er die Farbe mit den Worten „Ich gehe rein“ annimmt, oder diese ablehnt. Danach ist der nächste Spieler, der links neben dem befragten Spieler sitzt, dran usw. Somit wird die Runde immer im Uhrzeigersinn abgefragt, ob jemand die offen liegende Farbe als Trumpffarbe annimmt oder nicht.
Möchte kein Spieler die offen liegende Farbe spielen, nimmt der Geber seine Karte wieder auf die Hand und der links neben ihm sitzende Spieler kann dann ein „Kleines“ ansagen, womit er dann eine Trumpffarbe vorgeben kann, sofern nicht ein weiterer Spieler ein „Besser“ anmeldet. Sollte kein Spieler ein „Besser“ ansagen, so kann der Spieler, der ein „Kleines“ gemeldet hat, die Trumpffarbe vorgeben. Hat jedoch ein Spieler ein „Besser“ gemeldet, so ist automatisch Kreuz Trumpf.
Hat der erste Spieler keine für ihn lohnende Trumpffarbe zur Hand (also zu kleine Karten oder zu wenige Karten von einer Farbe), kann er ein „Kleines“ ablehnen und der nächste Spieler wird dann befragt.
Lehnen alle Spieler ein „Kleines“ ab, wird eingepasst und neu gegeben.

## Erster Stich
Der links neben dem Geber sitzende Spieler beginnt und kann eine beliebige Karte ausspielen.
Nun ist es geboten, dass jeder Spieler, der an der Reihe ist, seine Meldung über Terze bzw. 50 macht.
Dabei bleiben die geworfenen Karten offen liegen, bis geklärt ist, wer die höchsten Terze oder 50 hat.
Wenn jemand einen Terz hat, wird dieser automatisch von jemandem mit einer 50 ausgestochen, eine 50 ist einem Terz also immer überlegen. Haben 2 oder mehr Spieler einen Terz, gewinnt immer der höchste Terz. Hat jemand einen Terz bis Dame und ein anderer einen bis König, gewinnt derjenige, der den Terz bis König hat.
Haben 2 Spieler einen gleichwertigen Terz, also zum Beispiel beide einen Terz bis Dame (10, Bube, Dame) so gewinnt die Trumpffarbe bzw. Erstmeldung (weitere Möglichkeit, die nicht sehr geläufig ist: die höherwertige Farbe gewinnt. Also ein Pik-Terz ist in diesem Fall einem Herz-Terz überlegen. Die Farbwertung ist dabei: Karo, Herz, Pik, Kreuz.)
Wie ein Terz werden auch 50 behandelt.
Der Gewinner mit dem höherwertigen Terz oder 50 muss dann seine(n) Terz(e) und/oder 50 allen Spielern zeigen.
Der in seiner Mannschaft mitspielende Mitspieler kann jetzt ebenfalls seinen Terz und/oder 50 zeigen, sofern er eine(n) hat.
Damit werden die Zusatzpunkte der Terze oder 50 am Ende auf die erspielten Gesamtpunkte dazu gezählt.
Die Gegenspieler haben jetzt die Möglichkeit, ein „Kontra“ anzusagen. Damit zeigen sie an, dass sie sicher sind, dass die
Gegenspieler das Spiel verlieren werden. Dabei wird dann die „Kleine“ Punkte-Wertung verdoppelt.
Jetzt hat die Gegenseite die Möglichkeit, ein „Re“ auszusprechen, wobei sich die „Kleine“ Punkte Wertung erneut verdoppelt.
„Belle“ werden beim ersten Stich nicht angesagt, das geschieht erst, wenn man die Trumpf-Dame bzw. den Trumpf-König abwirft.
Man muss aber beide Karten besitzen, um „Belle“ ansagen zu können. Die einzelne Dame oder König haben jede für sich keine Wertigkeit und werden als normale Trumpfkarten behandelt und müssen dann auch nicht angesagt werden.

## Kombinationen
Beim Klammern gibt es aber noch Karten, die gesondert gezählt werden.
Dabei handelt es sich um die Trumpfkarten Bube (Jappa) (höchster Trumpf) und Mie (9) (zweithöchster Trumpf)
Der Trumpfbube zählt hierbei 20 zusätzliche Punkte und für die Trumpf 9 gibt es 14 zusätzliche Punkte.
Der letzte Stich gibt zusätzliche 10 Punkte.
Es gibt Kartenkombinationen, die angesagt werden müssen, um zusätzliche Punkte zu erzielen.
Eine Kombination ist hierbei die Dame und der König in der Trumpffarbe. Diese werden im Spiel „Belle“ oder auch „Bella“ genannt und müssen beim Abwurf der ersten Karte (dabei ist es egal, ob es sich um die Dame oder den König handelt) mit dem Wort „Belle“ angesagt werden. Dadurch erzielt man zusätzliche 20 Punkte.

### Angesagte Kartenkombinationen für zusätzliche Punkte
- Terz – 3 aufeinander folgende Karten einer Farbe, wobei sich die 10 und der Bube einreihen. Ein Terz zählt zusätzliche 20 Punkte.
- 50 – vier aufeinander folgende Karten einer Farbe, wobei sich die 10 und der Bube einreihen. Eine angesagte 50 zählt dann zusätzlich 50 Punkte.

Sollte es vorkommen, dass mehrere Spieler einen Terz und/oder 50 haben, bekommt nur der Spieler den Zuschlag für seine Mannschaft, der die höhere Meldung hat, das heißt, die höchste Karte innerhalb der Meldung ist entscheidend.
Terz und 50 sind noch vor dem zweiten Stich anzusagen. Sollte der zweite Stich schon erfolgt sein, verfallen die für Terz und 50 zu erzielenden Punkte. Wer eine »Belle« nicht beim Abwurf der Trumpf-Dame oder des Trumpf-Königs ansagt, bekommt ebenfalls die Zusatzpunkte nicht gutgeschrieben.

#### Beispiel für Terz
Spieler 1 hat einen Terz (9, 10, Bube), Spieler 2 hat einen Terz (7, 8, 9), Spieler 3 hat 2 Terze (2× 8, 9, 10), Spieler 4 hat einen Terz (Dame, König, Ass).
Somit bekommt Spieler 4 den Zuschlag und bekommt dann mit dem Spieler 2 (bilden eine Mannschaft) den Zuschlag. Spieler 2 und 4 bekommen in diesem Fall 40 Punkte gutgeschrieben, da die beiden Spieler 2 Terze zusammen haben.
Hätte Spieler 4 keinen Terz, so würden die Spieler 1 und 3 in diesem Fall den Zuschlag erhalten und sie würden dann 60 Punkte bekommen, da die beiden Spieler 3 Terze zusammen haben.
In jedem Spiel gibt es Jappa, Mie und den letzten Stich. Diese zusammen ergeben schon 44 Punkte.
Außerdem kommen noch 120 Punkte aus dem normalen Kartensatz dazu.
Die Hälfte aller möglichen Punkte liegt somit bei 82 Punkten, sofern es keine Meldungen gegeben hat.
Sollten Meldungen eintreffen (Terz, 50, Belle usw.), erhöht sich das so genannte „Beet“ (Hälfte aller möglichen Punkte) um jeweils die Hälfte des gemeldeten Wertes der Meldungen.
Zum Beispiel bei einem Terz um 10, bei einer 50 um 25 Punkte, so ergäbe sich ein „Beet“ von 92 bzw. 107 Punkten.

## Wertung
Es gibt die „kleine Wertung“ und die „große Wertung“.
Die Mannschaft, die ein Spiel begonnen und dieses dann auch gewonnen und selbst gespielt hat, erhält einen kleinen Punkt.
Sollte hier von der gegnerischen Mannschaft ein „Kontra“ ausgesprochen worden sein, erhält die Gewinnermannschaft dann 2 Punkte.
Hat die gegnerische Mannschaft gespielt und verloren, gibt es 2 kleine Punkte (mit Kontra: 4 Punkte).
Hat es in einem Spiel einen Punkte-Gleichstand gegeben, also beide Mannschaften erzielen z. B. jeweils 82 Punkte, ohne dass es eine Meldung gegeben hat, zählt das Spiel für die spielende Mannschaft als verloren. Die spielende Mannschaft muss also zum Gewinn stets einen Punkt mehr erreichen.
Es sind 5 Punkte im „kleinen“ notwendig, um eine „große“ Runde zu gewinnen.
Gewinnt man die kleine Runde mit 5:0 Punkten, ist dieses eine „Kalte“, und zählt dann 2 große Punkte.
Wenn die große Runde gewonnen wurde, beginnt die nächste Runde wieder mit 0:0, auch wenn die Vorrunde mit zum Beispiel 6:3 gewonnen wurde.
Wenn eine Mannschaft 4 Punkte im „klein“ hat, ist diese in der „Laube“. Dies bedeutet für die gegnerische Mannschaft, möglichst jedes weitere Spiel zu machen.

## Verwerfen
Das Bedienen der ausgespielten Karte ist Pflicht.
Wirft ein Spieler eine Fehlfarbe ab, obwohl er die geforderte Farbe bedienen könnte, wird die Runde sofort beendet. Hat die Mannschaft bis dahin die nötigen Punkte zum Sieg erspielt, geht der Punkt an sie, ansonsten hat die Gegenseite die Runde gewonnen. Terze, 50 und Belle dürfen zum Ergebnis dazu addiert werden – sofern sie vorher ordnungsgemäß gemeldet wurden. Jappa und Mie dürfen allerdings nicht gezählt werden, wenn diese Karten nicht in einem Stapel vorhanden sind. Mit anderen Worten, hat jemand noch die Mie- oder Jappa-Karte auf der Hand, darf diese nicht mehr gezählt werden. Der letzte Stich wurde logischerweise auch nicht gespielt und wird dann ebenfalls nicht gezählt. (Eine andere Variante ist: Alle im Spiel vorhandenen Punkte werden der Mannschaft zugerechnet, die „sauber“ gespielt hat, einschließlich der Punkte für Jappa, Mie, Belle und Terz bzw. 50.)

## Komplette Partie hat 51 Augen
Um den Klammer-Abend nicht bei 2 oder 3 Partien zu belassen, wird meistens eine Liga-Form verwendet. So geht eine vollständige Liga-Partie z. B. bis 51 Augen. Die Punkte, die nach einer Einzel-Partie gezählt wurden, werden in „Augen“ umgewandelt. Ein Auge hat 10 Punkte (Beisp. 50 Punkte = 5 Augen; 110 Punkte = 11 Augen). Bei 5 Punkten wird auf das nächsthöhere Auge aufgerundet (Beisp. 55 Punkte = 6 Augen; 115 Punkte = 12 Augen; 64 Punkte = 6 Augen).

## Der Klammer-Jass/Durchmarsch
Es ist möglich, die Liga vorzeitig zu gewinnen. Dazu ist lediglich ein Spiel ohne „Gegenstich“ nötig. Ist sich ein Spieler also sicher, dass er eine Partie spielen kann, in der er jeden Stich für sich behaupten kann, so kann er dies vor der Partie anmelden. Dieser Spielzug nennt sich Klammer-Jass oder „Durchmarsch“. Bei erfolgreichem Klammer-Jass gewinnt dieser Spieler die komplette Liga. So ist es z. B. möglich, eine Liga doch noch komplett für sich zu entscheiden, auch wenn man mit 50 Augen im Rückstand liegt.
Gelingt es dem Gegenspieler allerdings doch, einen Stich zu gewinnen, so ist die Liga ebenfalls vorbei, und der Spieler mit dem Klammer-Jass-Versuch hat verloren. Gewonnen hat die Liga dann einer der übrigen Spieler, der zu diesem Zeitpunkt die meisten „Augen“ in der Liga hatte.

## Abweichende Regeln
Im Raum Hamburg werden beim Klabberjazz die Spiele wie folgt bewertet:
Spielt ein Spieler die offen liegende Farbe, also Original-Trumpf, so spielt er einen „Orgi“. Lehnen alle Spieler die offen liegende Karte als Trumpf ab und einer der Spieler spielt eine andere Farbe, so spielt er ein „Kleines“.
Am Ende eines Spieles werden die Punkte gezählt, jedoch werden diese nur von Spiel zu Spiel gewertet. Ein gewonnenes Spiel wird mit Drehen eines Würfels angezeigt, der Anfangs auf „sechs“ steht. Jeder Spieler oder jedes Team (bei vier Spielern) besitzt einen Würfel. Der Spieler oder das Team gewinnt die Runde, dessen Würfel als erstes wieder die „sechs“ erreicht.
Bei einem gewonnenen „Orgi“ werden zwei Punkte an den Spieler, der Trumpf spielte, vergeben. Verliert der Spieler sein „Orgi“, so erhalten seine Gegenspieler vier Punkte. Bei gewonnenen „Kleines“ gibt es für den Spieler, der Trumpf angab, einen Punkt. Verliert der Spieler sein „Kleines“, so erhalten seine Gegenspieler zwei Punkte.
Beispiel: Gewinnt ein Spieler im ersten Spiel einer Runde einen „Orgi“, den er selbst spielte, so darf er seinen Würfel von sechs auf zwei drehen. Gewinnt ein Spieler im ersten Spiel einer Runde ein „Kleines“, welches er selbst spielte, so dreht er seinen Würfel von sechs auf eins.